# LMNA
LMNAは、ヒトではLMNA遺伝子にコードされるタンパク質である。ラミンA/Cとしても知られ、ラミンAやラミンCはこのLMNA遺伝子から発現する。ラミンA/Cはラミンファミリーに属する。

## 機能

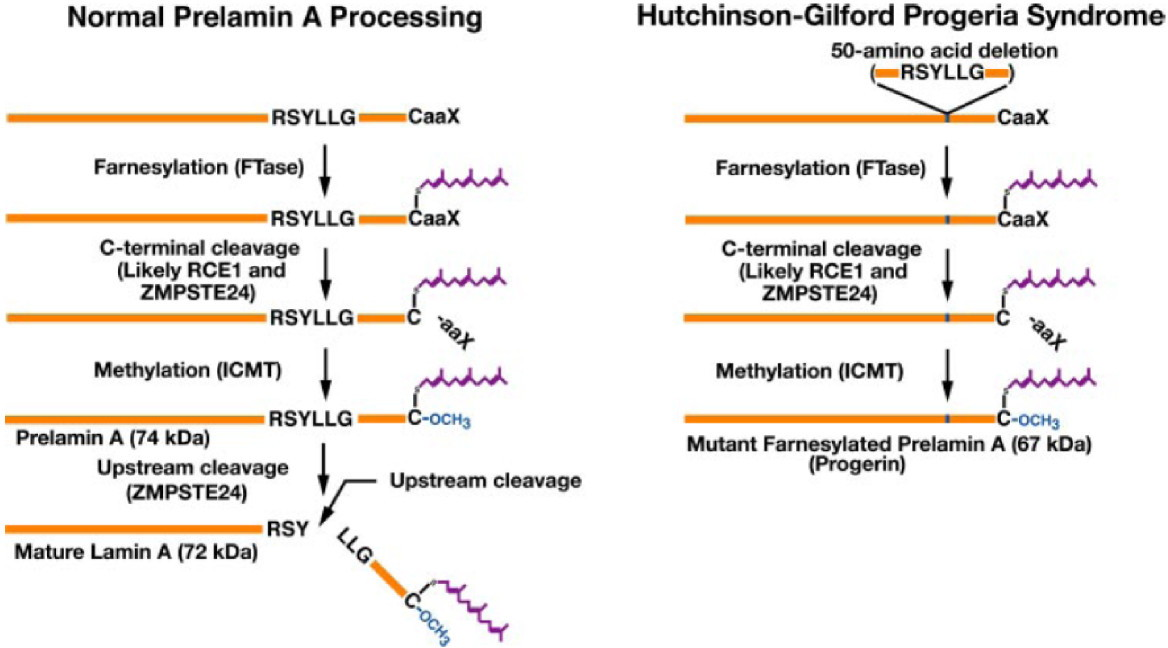
正常細胞でのラミンAの生合成と、ハッチンソン・ギルフォード・プロジェリア症候群の患者でみられる成熟ラミンAの形成不全。

核ラミナは核膜の内膜に隣接して存在する、タンパク質による2次元マトリックスである。このマトリックスを構成しているのがラミンファミリーのタンパク質であり、これらのタンパク質は進化の過程で高度に保存されている。有糸分裂の間、ラミンタンパク質がリン酸化されることで、ラミナのマトリックスは可逆的な解体が行われ、核膜は解体される。ラミンタンパク質は核の安定性、クロマチン構造や遺伝子発現に関与していると考えられている。脊椎動物のラミンはAとBという2つのタイプからなる。LMNA遺伝子は選択的スプライシングが行われ、複数のA型ラミンのアイソフォームがコードされている。
有糸分裂の初期には、核ラミンは特定のセリン残基がリン酸化され、ラミン中間径フィラメントの脱重合が引き起こされる。リン酸化されたラミンB二量体がイソプレニル基を介して核膜に結合したままであるのに対し、ラミンAはイソプレニル基によって核膜へ標的化されるものの、膜に到着した後に切断が行われ、膜への結合は自身やLAP1など他の膜結合タンパク質とのタンパク質間相互作用を介したものであると考えられる。
ラミンAはファルネシル化や2段階のタンパク質分解などによるプロセシングが行われるが、ZMPSTE24が欠乏している場合、ラミンのプロセシングの最終段階であるファルネシル化フラグメントの切除が起こらず、そのためファルネシル化プレラミンAが蓄積する。ハッチンソン・ギルフォード・プロジェリア症候群では、プレラミンAに50アミノ酸（アミノ酸607–656番残基）の欠失が生じており、2度目のタンパク質分解による切断部位が除去されている。そのため、成熟したラミンAは形成されず、ファルネシル化変異型プレラミンA（プロジェリン）が細胞内に蓄積する。

## 臨床的意義

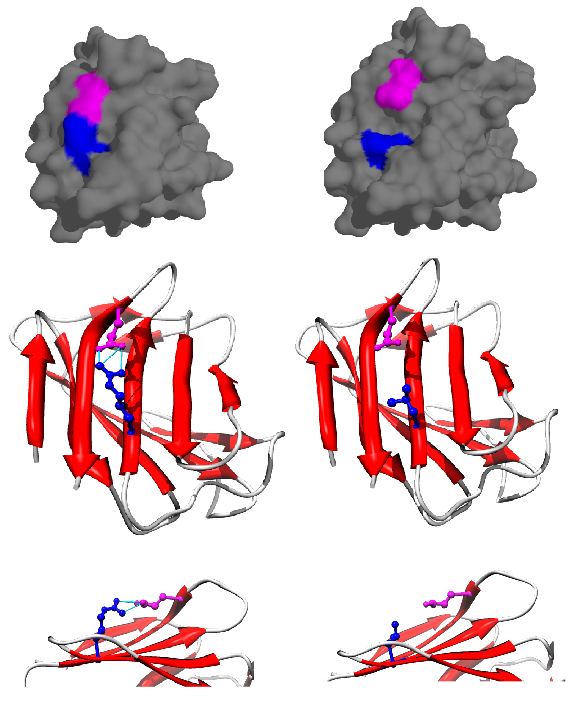
野生型（左）と変異型（右）のラミンAのIgフォールド。。通常アルギニン527番残基（青）はグルタミン酸537番残基（マゼンタ）と塩橋を形成しているが、R527L置換によってこの相互作用は破壊される（ロイシンは短すぎでグルタミン酸まで到達できない）。表面モデル（上）とリボン図（下）表示。

LMNA遺伝子の変異は、エメリー・ドレフュス型筋ジストロフィー、家族性部分型リポジストロフィー、肢帯型筋ジストロフィー、拡張型心筋症、シャルコー・マリー・トゥース病、拘束性皮膚障害を含む、いくつかの疾患と関係している。切り詰められた形のラミンA変異体は一般にプロジェリンとして知られ、ハッチンソン・ギルフォード・プロジェリア症候群を引き起こす。これまでに多数のSNPが知られている。これらによって、mRNAやスプライシング、またはタンパク質のレベル（Arg471Cys、Arg482Gln、Arg527Leu、Arg527Cys、Ala529Valなど）で変化が生じる。

## DNA損傷
DNAの二本鎖損傷は、相同組換え（HR）または非相同末端結合（NHEJ）のいずれかの過程で修復される。LMNAはHRとNHEJに重要な役割を果たすタンパク質のレベルを維持することで、遺伝的安定性を促進する。プレラミンAの成熟に欠陥を有するマウス細胞ではDNA損傷と染色体異常が増加し、DNA損傷試薬に対する感受性が上昇する。プロジェリアでは、LMNAの欠陥のためDNA修復が不十分となり、早老の症状が引き起こされる可能性がある（老化のDNA損傷理論を参照）。

## 相互作用
LMNAは次に挙げる因子と相互作用することが示されている。
- ALOX12（英語版）[23]
- EMD[24][25][26][27]
- NARF（英語版）[28]
- SREBF1（英語版）[29]
- TMPO（英語版）[30][31]
- ZNF239（英語版）[32]
- SIRT1（英語版）[33]

## 関連文献
- “Review: nuclear lamins--structural proteins with fundamental functions”. J. Struct. Biol. 129 (2–3):  313–23. (2000). doi:10.1006/jsbi.2000.4216. PMID 10806082.
- “The inner nuclear membrane”. J. Membr. Biol. 177 (1):  1–11. (2000). doi:10.1007/s002320001096. PMID 10960149.
- “The nuclear envelope in muscular dystrophy and cardiovascular diseases”. Traffic 2 (10):  675–83. (2002). doi:10.1034/j.1600-0854.2001.21001.x. PMID 11576443.
- “The A-type lamins: nuclear structural proteins as a focus for muscular dystrophy and cardiovascular diseases”. Trends Cardiovasc. Med. 11 (7):  280–5. (2001). doi:10.1016/S1050-1738(01)00126-8. PMID 11709282.
- “[Major insulin resistance syndromes: clinical and physiopathological aspects]”. J. Soc. Biol. 195 (3):  249–57. (2002). doi:10.1051/jbio/2001195030249. PMID 11833462.
- “Emery–Dreifuss muscular dystrophy”. Eur. J. Hum. Genet. 10 (3):  157–61. (2002). doi:10.1038/sj.ejhg.5200744. PMID 11973618.
- “Life at the edge: the nuclear envelope and human disease”. Nat. Rev. Mol. Cell Biol. 3 (8):  575–85. (2002). doi:10.1038/nrm879. PMID 12154369.
- “The strange case of the "lumper" lamin A/C gene and human premature ageing”. Trends in Molecular Medicine 9 (9):  370–5. (2004). doi:10.1016/S1471-4914(03)00162-X. PMID 13129702.
- “[Diseases associated with lamin A/C gene defects: what the clinical cardiologist ought to know]”. Italian Heart Journal Supplement 5 (2):  98–111. (2004). PMID 15080529.
- “Laminopathies and atherosclerosis”. Arterioscler. Thromb. Vasc. Biol. 24 (9):  1591–5. (2005). doi:10.1161/01.ATV.0000136392.59656.8b. PMID 15205220.
- “A novel homozygous Ala529Val LMNA mutation in Turkish patients with mandibuloacral dysplasia”. J. Clin. Endocrinol. Metab. 90 (9):  5259–64. (2005). doi:10.1210/jc.2004-2560. PMID 15998779.
- “Dysfunction of lamin A triggers a DNA damage response and cellular senescence”. DNA Repair (Amst.) 5 (2):  286–9. (2006). doi:10.1016/j.dnarep.2005.10.007. PMID 16344005.
- “Etiological investigations in apparent type 2 diabetes: when to search for lamin A/C mutations?”. Diabetes Metab. 31 (6):  527–32. (2006). doi:10.1016/S1262-3636(07)70227-6. PMID 16357800.
- “Prelamin A farnesylation and progeroid syndromes”. J. Biol. Chem. 281 (52):  39741–5. (2007). doi:10.1074/jbc.R600033200. PMID 17090536.
- “Progeria of stem cells: stem cell exhaustion in Hutchinson–Gilford progeria syndrome”. J. Gerontol. A Biol. Sci. Med. Sci. 62 (1):  3–8. (2007). doi:10.1093/gerona/62.1.3. PMID 17301031.
- “Hutchinson–Gilford progeria syndrome: clinical findings in three patients carrying the G608G mutation in LMNA and review of the literature”. Br. J. Dermatol. 156 (6):  1308–14. (2007). doi:10.1111/j.1365-2133.2007.07897.x. PMID 17459035.
- “[The role of lamins and mutations of LMNA gene in physiological and premature aging] Polish”. Postepy Biochem. 53 (1):  46–52. (2007). PMID 17718387.
- “Mutations in the LMNA gene encoding lamin A/C”. Hum. Mutat. 16 (6):  451–9. (December 2000). doi:10.1002/1098-1004(200012)16:6<451::AID-HUMU1>3.0.CO;2-9. PMID 11102973.
- “Reversal of the cellular phenotype in the premature aging disease Hutchinson–Gilford progeria syndrome”. Nat. Med. 11 (4):  440–5. (April 2005). doi:10.1038/nm1204. PMC 1351119. PMID 15750600.
- Bird, T. D.; Adam, M. P.; Ardinger, H. H.; Pagon, R. A.; Wallace, S. E.; Bean LJH; Stephens, K.; Amemiya, A. (1993). Charcot–Marie–Tooth Neuropathy Type 2. PMID 20301462.
- Sparks, S. E.; Quijano-Roy, S.; Harper, A.; Rutkowski, A.; Gordon, E.; Hoffman, E. P.; Pegoraro, E.; Adam, M. P. et al. (1993). Congenital Muscular Dystrophy Overview. PMID 20301468.
- Hershberger, R. E.; Morales, A.; Adam, M. P.; Ardinger, H. H.; Pagon, R. A.; Wallace, S. E.; Bean LJH; Stephens, K. et al. (1993). LMNA-Related Dilated Cardiomyopathy. PMID 20301717.
- Pegoraro, E.; Hoffman, E. P.; Adam, M. P.; Ardinger, H. H.; Pagon, R. A.; Wallace, S. E.; Bean LJH; Stephens, K. et al. (1993). Limb-Girdle Muscular Dystrophy Overview. PMID 20301582.
- Bonne, G.; Leturcq, F.; Ben Yaou, R.; Adam, M. P.; Ardinger, H. H.; Pagon, R. A.; Wallace, S. E.; Bean LJH et al. (1993). Emery–Dreifuss Muscular Dystrophy. PMID 20301609.
- Gordon, L. B.; Brown, W. T.; Collins, F. S.; Adam, M. P.; Ardinger, H. H.; Pagon, R. A.; Wallace, S. E.; Bean LJH et al. (1993). Hutchinson–Gilford Progeria Syndrome. PMID 20301300.
- Martín, B.; Smith RJH; Adam, M. P.; Ardinger, H. H.; Pagon, R. A.; Wallace, S. E.; Bean LJH; Stephens, K. et al. (1993). Dense Deposit Disease/Membranoproliferative Glomerulonephritis Type II. PMID 20301598.